# Lars Alm
Lars Ingvar Alm, född 1 april 1954 i Landskrona, är en svensk före detta fotbollsspelare.

## Biografi
Alm är född och uppvuxen i Landskrona och började spela fotboll i kvartersklubben BK Fram innan han vid 13 års ålder kom till Landskrona Bois. Han gjorde allsvensk debut för Landskrona 1975, då han spelade två seriematcher. 1976 flyttade han till IFK Östersund i division III. I Östersund tränades han säsongen 1978 av Bosse Petersson.
Hösten 1978 började Alm studera på Gymnastik- och idrottshögskolan, och Bosse Petersson, som 1979 blev tränare för AIK, värvade honom till Solnaklubben. Alm, som i Landskrona och Östersund framför allt hade spelat vänsterforward, tog i AIK i stället en plats på mittfältet, där han spelade elva av lagets tolv första allsvenska matcher säsongen 1979 och gjorde ett mål, hemma mot Kalmar FF. AIK gick dock uselt redan från start, och kom sedermera att åka ur Allsvenskan, och Alm blev petad ur A-laget. Han uppvaktades då av sin gamla klubb Landskrona under nya tränaren Keith Spurgeon, men Landskrona ville inte betala den transfersumma som AIK bad om och affären rann ut i sanden.
Efter ett år utan speltid i AIK gick Alm inför säsongen 1981 till Gais i division II. Han spelade dock bara sex seriematcher (inga mål) för klubben, som slutade sist i division II södra och åkte ur. Under 1981 spelade han också för Grebbestads IF innan han 1982 återvände till Landskrona och varvade ner i moderklubben BK Fram.
Efter karriären arbetade Alm som lärare i idrott, matematik och NO. Han var även ungdomstränare i BK Fram åren 1996–2003.